# Джессіка Россі
Джессіка Россі  (італ. Jessica Rossi; нар. 7 січня 1992) — італійська стрілець, олімпійська чемпіонка.

## Виступи на Олімпіадах
| Олімпіада           | Дисципліна  | Місце |
| ------------------- | ----------- | ----- |
| Лондон 2012         | трап        | 1     |
| Ріо-де-Жанейро 2016 | трап        | 6     |
| Токіо 2020          | трап        | 8     |
| Токіо 2020          | трап, мікст | 12    |
| Париж 2024          | трап        | 9     |